# Pentlatch
Le pentlatch est une langue salish de la côte centrale qui était parlée entre Comox et Nanaimo sur l’île de Vancouver, dans la province canadienne de Colombie-Britannique. Les Pentlatchs, qui parlaient cette langue, ont été décimés par la variole et différents conflits. La langue s’est éteinte en 1940 avec la mort du chef Joe Nimnim, son dernier locuteur,.

## Écriture
| c   | ch | ch’ | h  | k  | kw  | kw’ | l  | lh | m  | n   |
| p   | p’ | q   | q’ | qw | qw’ | s   | sh | t  | t’ | tl’ |
| ts’ | w  | xw  | x  | Xw | y   | ’   | a  | e  | i  | u   |

## Sources
- (en) Terry Glavin, « First Nations: A lost world returns », MacLean’s,‎ 11 novembre 2020 (lire en ligne)
- (de) Harald Haarmann, Lexikon der untergegangenen Sprachen, München, Beck, 2002 (ISBN 3406475965 et 9783406475962)